# DraftSight

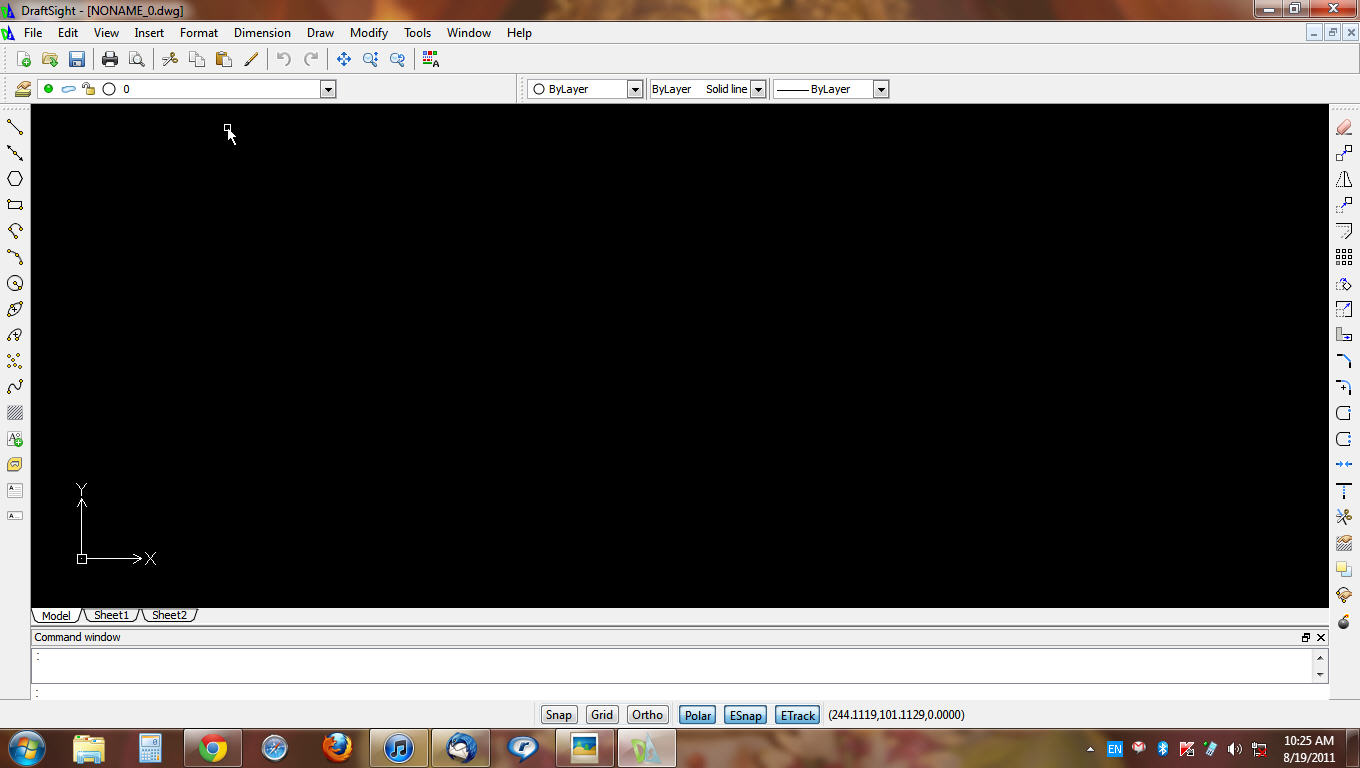

드래프트사이트(DraftSight)는 2D CAD(컴퓨터그래픽지원디자인) 소프트웨어 프로그램이다.
드래프트사이트는 3D 솔리드웍스로 유명한 다쏘 시스템(Dassault Systemes)의 제품이다.
이 프로그램은 인터페이스(GUI)과 핸들개념에서 사실상 표준 캐드형식(DXF) 및 오토데스크사의 오토캐드등 모든 2D도면의 생성과 편집에 있어서 익숙한 인터페이스를 장점으로 하는 무료버전도 제공한다.
지멘스의 솔리드 엣지의 2D 드래프팅 버전처럼 3D 캐드 회사의 2D 무료지원 프로그램의 일환이다.

## 같이 보기
- 큐캐드
- 솔리드 엣지 2D 드래프팅
- LibreCAD